# Празеодимтриалюминий
Празеодимтриалюминий — бинарное неорганическое соединение
алюминия и празеодима
с формулой Al3Pr,
кристаллы.

## Получение
- Сплавление стехиометрических количеств чистых веществ:

{\displaystyle {\mathsf {3Al+Pr\ {\xrightarrow {1075^{o}C}}\ Al_{3}Pr}}}

## Физические свойства
Празеодимтриалюминий образует кристаллы
гексагональной сингонии,
пространственная группа P 63/mmc,
параметры ячейки a = 0,6511 нм, c = 0,4605 нм, Z = 2,
структура типа станнида триникеля Ni3Sn
.
Соединение образуется по перитектической реакции при температуре 1075°С.